# Сенатська вежа
55°45′13″ пн. ш. 37°37′11″ сх. д. / 55.7535° пн. ш. 37.6196° сх. д.
Сенатська вежа (рос. Сенатская башня) — одна з найдавніших веж Московського Кремля. Розташована на східному мурі між Спаською і Нікольською вежами, виходить на Красну площу. Побудована в 1491 році італійським архітектором П'єтро Антоніо Соларі за розпорядженням Івана III. Вежа довгий час називалася «глухою» або Безіменною, сучасну назву отримала в 1788 році після будівництва навпроти неї будівлі Сенату. У складі ансамблю Московського Кремля входить до Списку всесвітньої культурної спадщини ЮНЕСКО.